# Шендель, Петрус ван
Пе́трус ван Ше́ндель (нидерл. Petrus van Schendel; 21 апреля 1806[…], Терхейден, Северный Брабант — 28 декабря 1870[…], Брюссель) — голландско-бельгийский жанровый художник в стиле романтизма. Специализировался на ночных сценах, освещённых лампами или свечами, за что получил прозвище «господин Канделябр» (фр. chandelle, созвучное с его фамилией).

## Биография
По совету друга семьи, отставного армейского офицера, отец отправил его учиться в Королевскую Академию изящных искусств в Антверпене. Он обучался там с 1822 по 1828 год у художника исторического жанра Маттеуса Игнациуса ван Бре, и по окончании получил золотую медаль за картину «Перспектива».
Получил известность как портретист, часто переезжал: жил в Бреде (1828—29), Амстердаме (1830—32), Роттердаме (1832—38) и Гааге (1838—45). Был постоянным участником Выставки живых мастеров и различных «Трёхгодичных салонов» в Антверпене, Брюсселе и Генте. В 1834 году был назначен членом Королевской Академии изящных искусств в Амстердаме.
С 1845 г. он поселился в Брюсселе. Его студия была разделена на хорошо освещённое пространство, где он писал свои картины, и затемненное пространство, где ему позировали модели. Он завоевал несколько медалей на выставках в Париже и Лондоне в конце 1840-х годов. Некоторые из его работ были куплены королем Леопольдом I. Он также опубликовал учебные труды, посвящённые перспективе и выражению лица.
Писал библейские сюжеты, пейзажи в лунном свете, а также жанровые произведения и традиционные портреты. Многие из его произведений были выполнены также в китайском стиле живописи тушью (гохуа) и в виде гравюр. В 1869 году он создал несколько экспериментальных картин, освещенных электрическими дуговыми лампами.
Помимо искусства, он интересовался механикой паровых двигателей. В 1841 году запатентовал прибор для улучшения лопастей пароходов. Также разработал предложения по улучшению поперечной устойчивости вагонов и восстановлению торфяников в Де Кемпене.
Был женат три раза, имел пятнадцать детей, из них тринадцать от первой жены, Елизаветы, которая умерла в 1850 году.

## Избранные картины

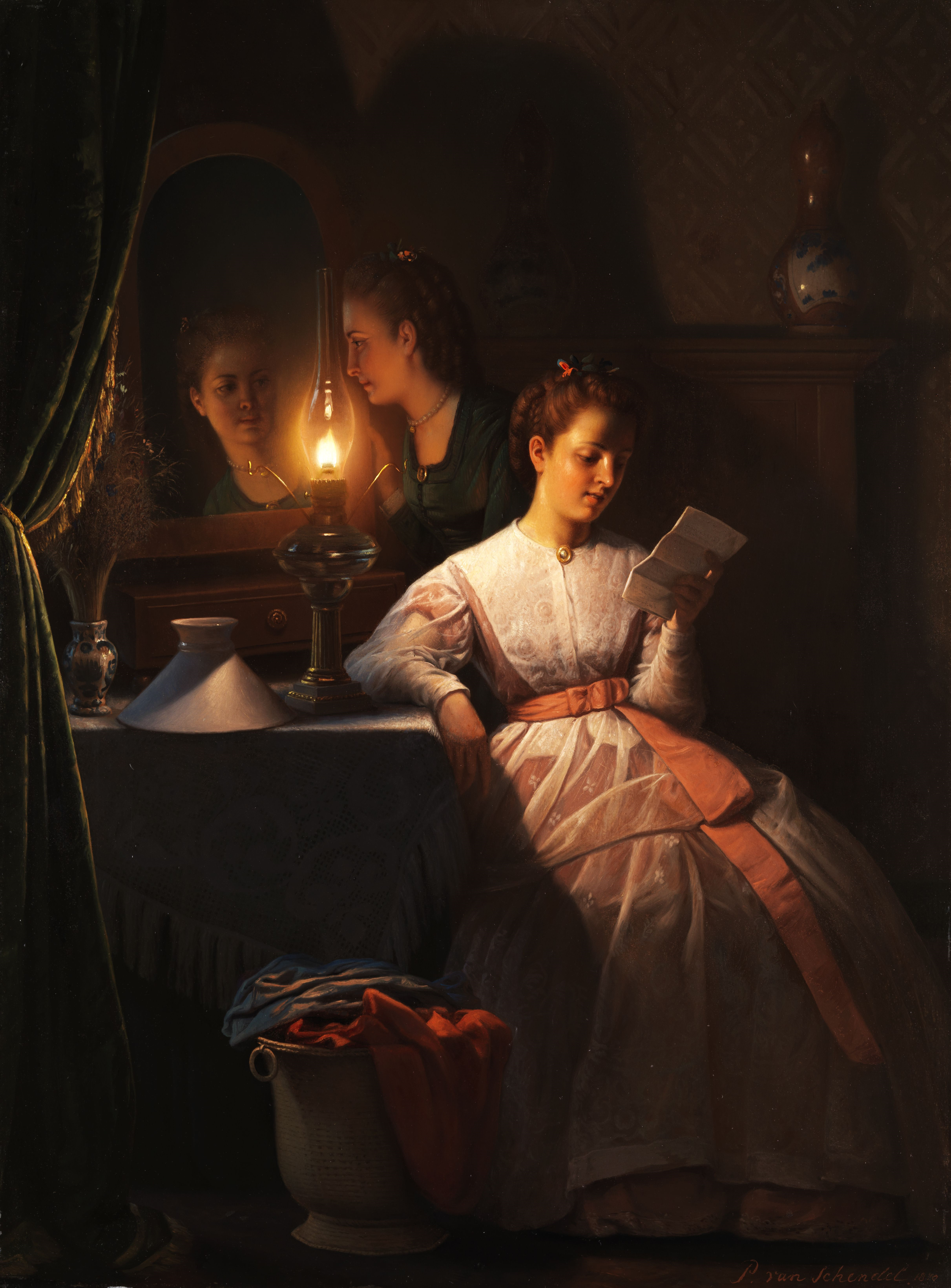
Любовное письмо
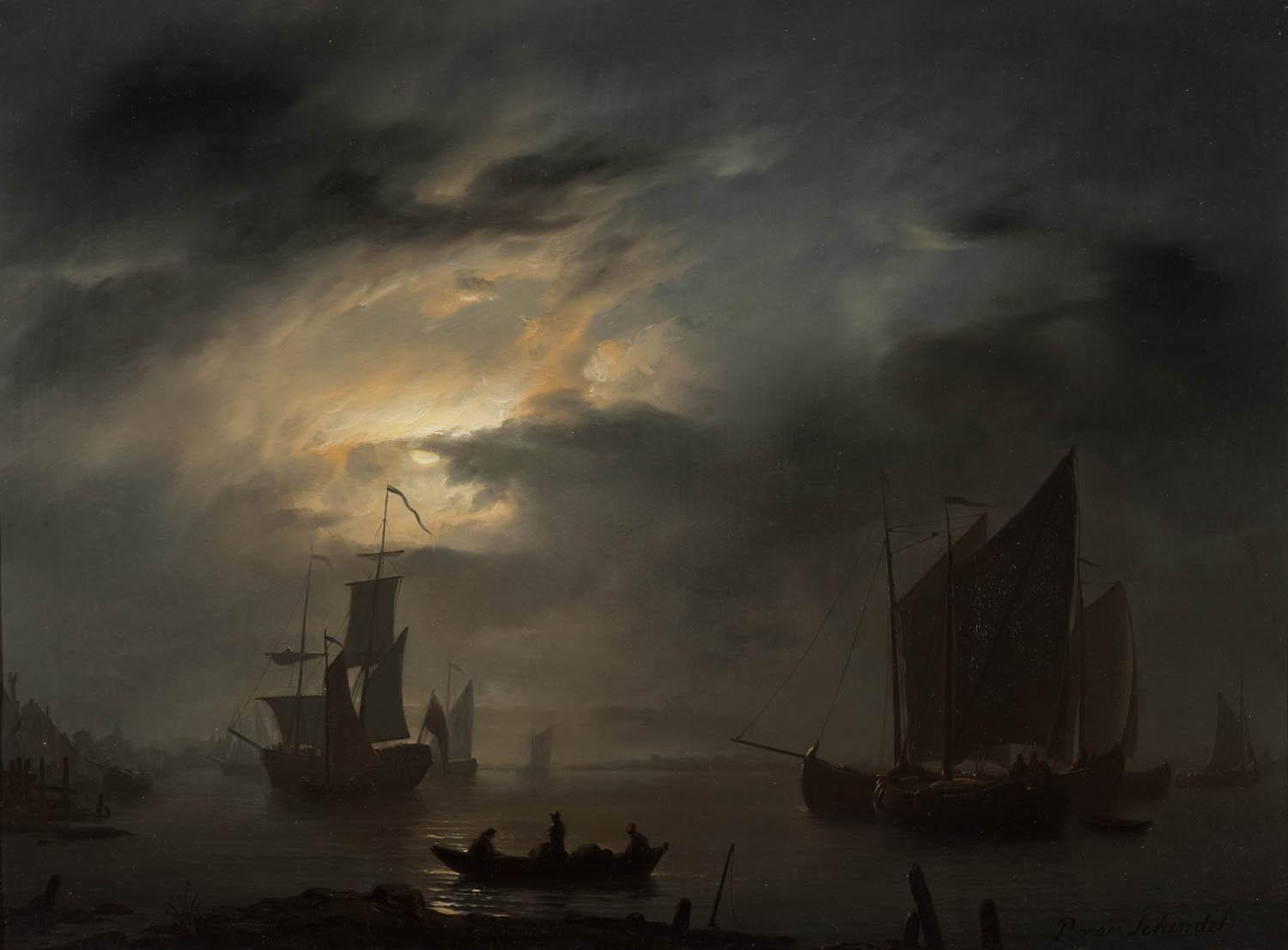
Море ночью
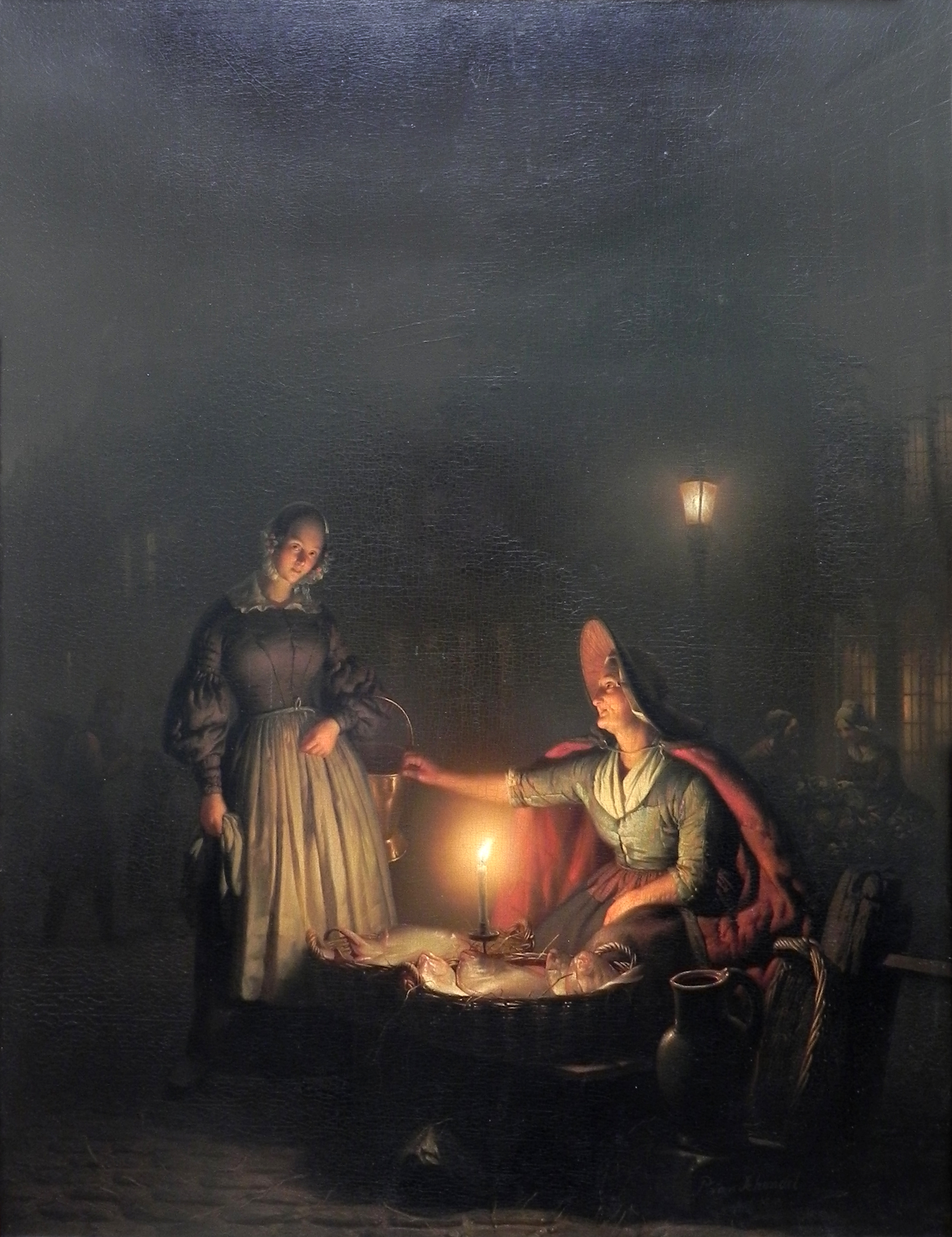
Продавец рыбы, Вечерний рынок, 1843
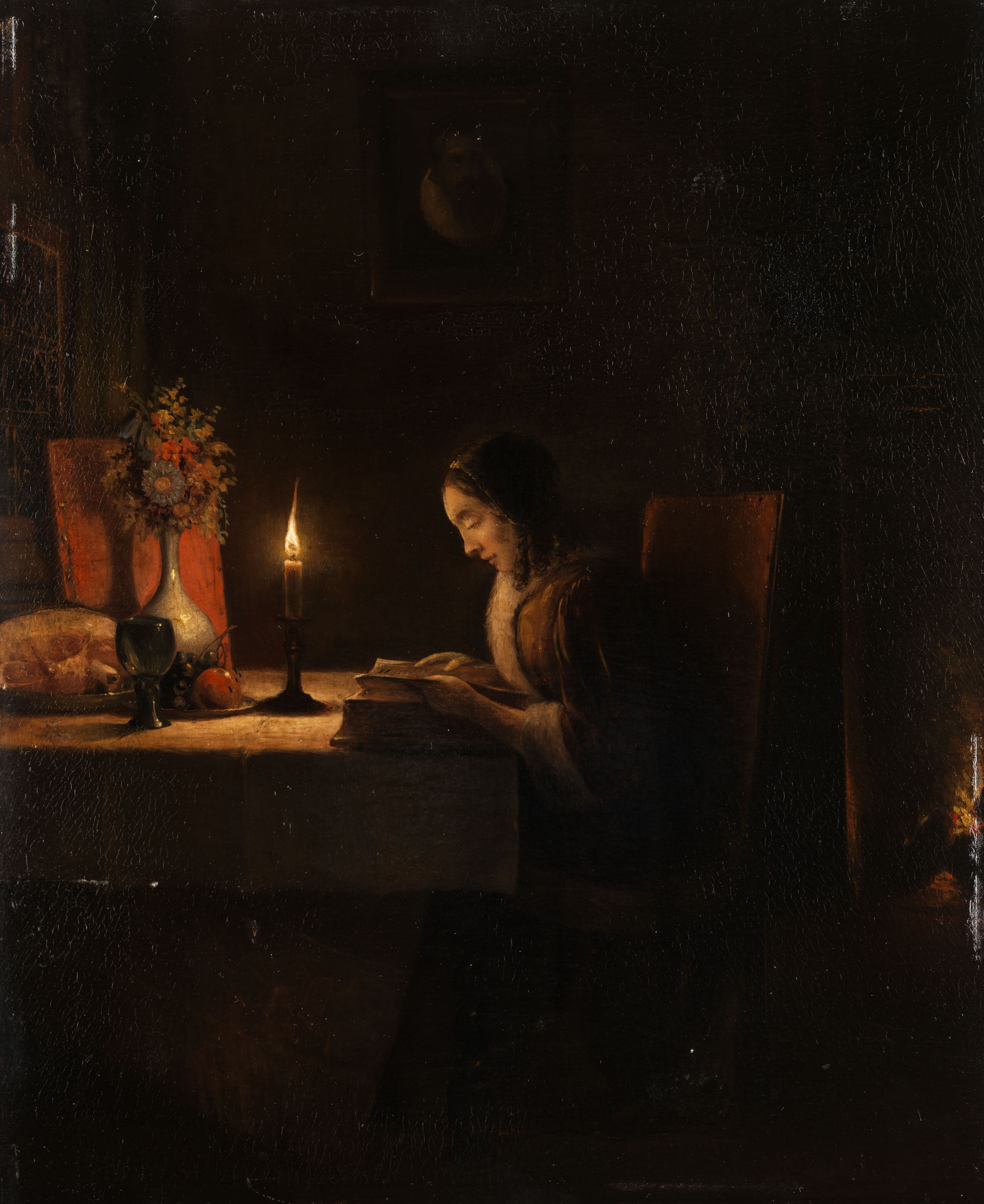
Чтение при свечах
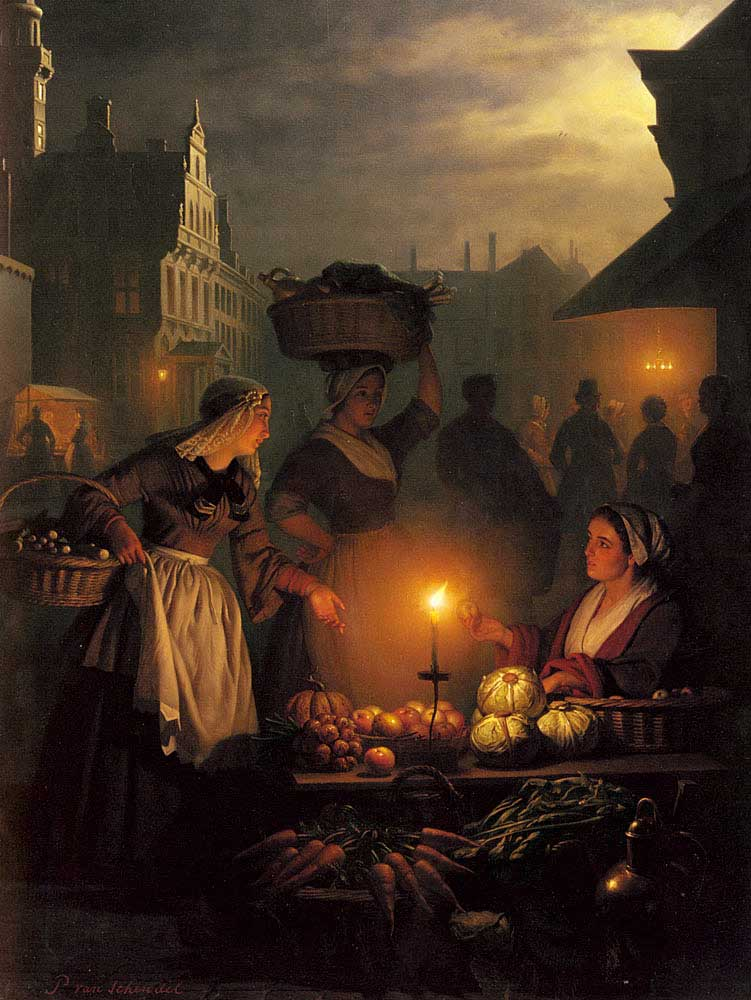
Ночной рынок
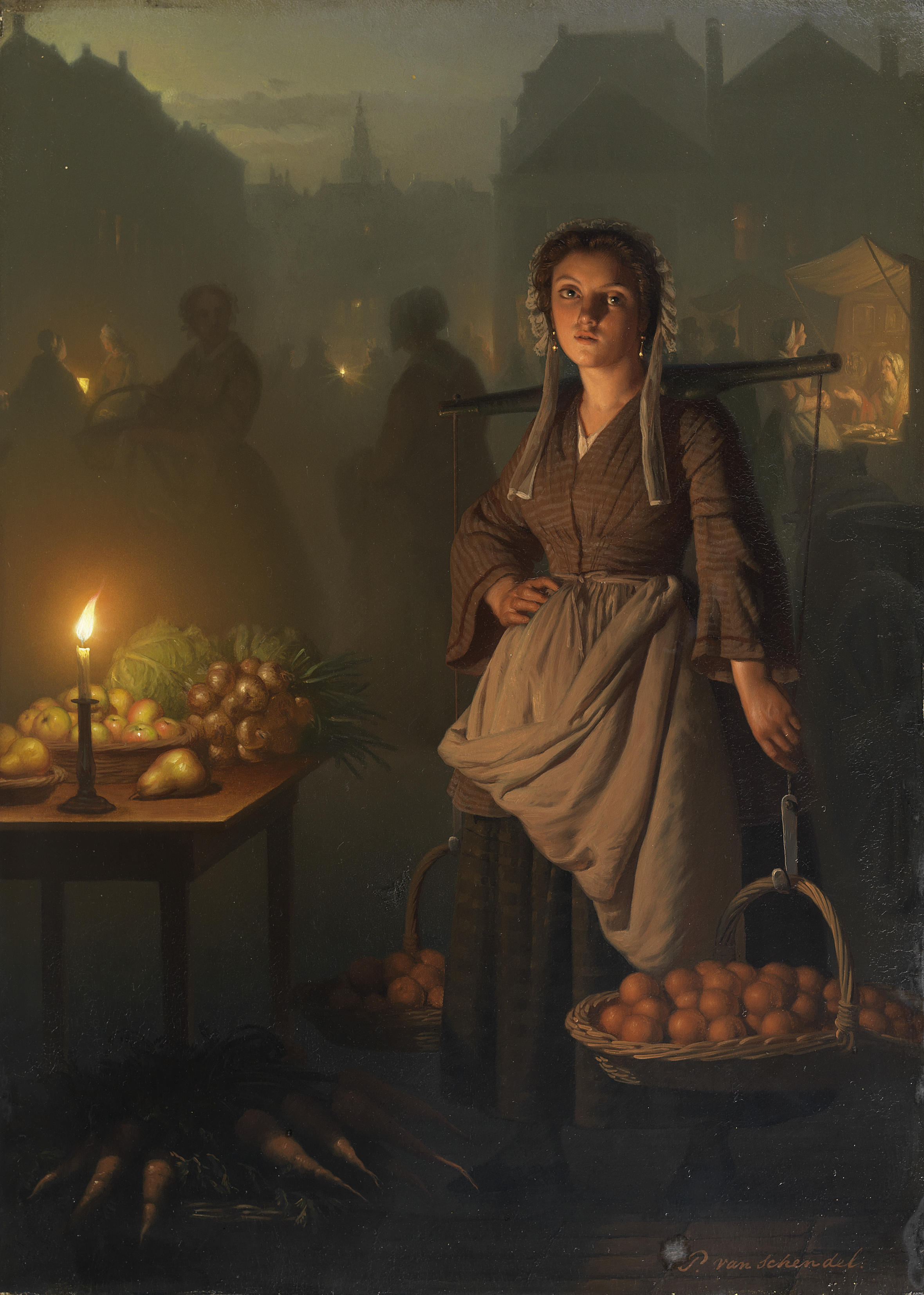
Рынок при свечах, 1869